# مردم سانتال
سانتالی‌ها (انگلیسی: Santal)، گروه قومی بومی هند و بنگلادش هستند. سانتال‌ها بزرگترین قبیله در شهر جارکند هند هستند که از نظر جمعیت در این شهر اکثریت جمعیت را دارند و نیز در ایالات‌های یافت آسام، تریپورا، بیهار، چتیسگر، اوریسا و غرب بنگال نیز زندگی می‌کنند، آن‌ها بزرگترین اقلیت قومی در بخش راگشاهی و بخش رنگ‌پور در شمال بنگلادش هستند. آن‌ها جمعیت قابل توجهی در نپال و پادشاهی بوتان دارند، سانتالی‌ها به سانتالی صحبت می‌کنند.

## ریشه‌شناسی
کلمه سانتال از یک اسم مستعار بنگالی گرفته شده‌است. این اصطلاح به ساکنان ساونت (انگلیسی: Saont) اشاره دارد، که امروزه منطقه ساونت در منطقه میدناپورِ (انگلیسی: Midnapore) در بنگال غربی است.

## تاریخچه

#### ریشه
منطقه اصلی سانتالز در جنوب شرقی فلات چوتا ناگپور، جارخند جنوبی امروزی و ادیشا شمالی و منطقه مندین پور در جنوب بنگال غربی بود. در این مناطق مردم سانتال شروع به کشاورزی و کشت برنج کردند.

### دوره استعمار انگلیس
مقامات انگلستان قصد داشتند با گسترش کشاورزی در این منطقه درآمد خود را افزایش دهند. آن‌ها مال‌پاهاریاس Mal Paharias از تپه‌های منطقه راج‌محل (به‌انگلیسی:Rajmahal) که اکنون در شمال شرقی Jharkhand، که در کشاورزی مستقل است. مقامات انگلیسی توجه خود را به سانتال معطوف کردند، آن‌ها در آن زمان در حال آماده‌سازی جنگل‌ها و قطع درختان برای ایجاد زمین‌های کشاورزی بودند، سبب شد در سال ۱۸۳۲میلادی، تعداد زیادی از مناطق به عنوان دامنه کوه مشخص شود که شرایط حاصل خیزی کشاورزی را داشتند.

#### پس از استقلال
پس از استقلال، سانتال‌ها به یکی از قبایل بزرگ تبدیل شدند، که دارای رهبر و برنامه‌ریزی برای آینده داشتند. پس از مدتی در سال ۲۰۰۰میلادی عده ای از مردمان سانتال قبیله ای جدید تشکیل دادند که قبیله Jharkhand نامیده می‌شد. سانتال‌ها در قبیله جدید خود همچنان برای به رسمیت شناختن سنت‌های خود به عنوان یک آیین جداگانه، سارنا دارام، دست به هیجان زده‌اند. اما هنوز هم بسیاری از مردم سانتال با فقر روبه‌رو هستند و تحت استعمار قرار دارند، که در بنگلادش از زمین‌های آن‌ها و از محصولاتشان دزدی می‌شود.

### جامعه

خانه سانتال در نمایشگاه قبایل ادیشا ۲۰۲۰، بوبانسوار

اساس جامعه مردمان سانتال تقسیم وظایف و دارایی‌ها بین برادران و مهمان آن‌ها است، که در بسیاری از جوامع قبیله ای دیگر در هند و شرق هند وجود ندارد. در این قبیله مردم اغلب در کنار پدران خود زندگی می‌کنند و صاحب زمین‌هایی هستند که در کنار زمین‌های پدر آن‌ها قرار دارد. در قبیله سانتال کسی نمی‌توانند با اقوام نزدیک خود ازدواج کند، زیرا دارای یک جد مشترک می‌شوند.

#### دین
در آیین سانتال، بیشتر احترام به ارواح و سنت بودایی دارند.

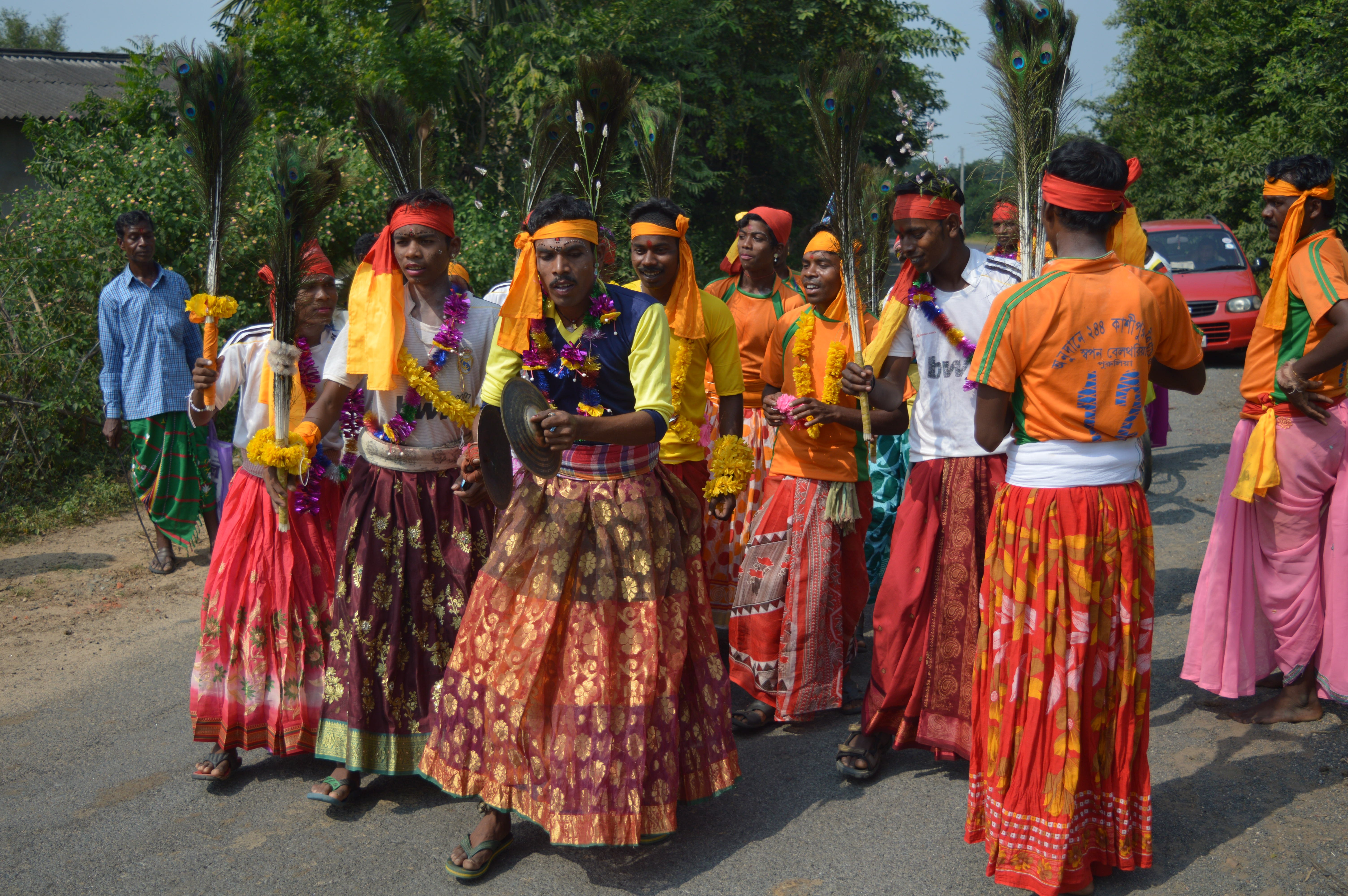
رقص سنتی داسایی در منطقه پورولیا، بنگال غربی

#### فرهنگ
سهرای جشنواره اصلی جامعه سانتال است. علاوه بر این، جشنواره‌های مهم بها، کرم، دانسای، ساکرات، ماهمور، راندو و مگسیم هستند. آنها به‌طور سنتی در بسیاری از رقص‌ها و جشن‌های خود از دو طبل: تمک و تامدک استفاده می‌کنند.
چادر بدر، نوعی عروسک سازی معروف به عروسک گردانی سانتال، یک نمایش است، شامل عروسک چوبی است که در یک قفس کوچک قرار می‌گیرند و در داخل آن قفس نمایش آغاز می‌شود.
امور تصمیم‌گیری از طریق شورای روستا انجام می‌شود، که توسط شخصی به نام منجی (رهبر) اداره می‌شود.
هنر سانتال به دلیل سبک پیچیده کنده کاری قابل توجه است. دیوارهای خانه‌های سنتی سانتال با نقاشی‌های حک شده از حیوانات، صحنه‌های شکار، صحنه‌های رقص، نقش‌های هندسی و موارد دیگر تزئین شده‌است.